# Xã Palatine, Quận Cook, Illinois
Xã Palatine (tiếng Anh: Palatine Township) là một xã thuộc quận Cook, tiểu bang Illinois, Hoa Kỳ. Năm 2010, dân số của xã này là 112.994 người.